# Ulli Brenner

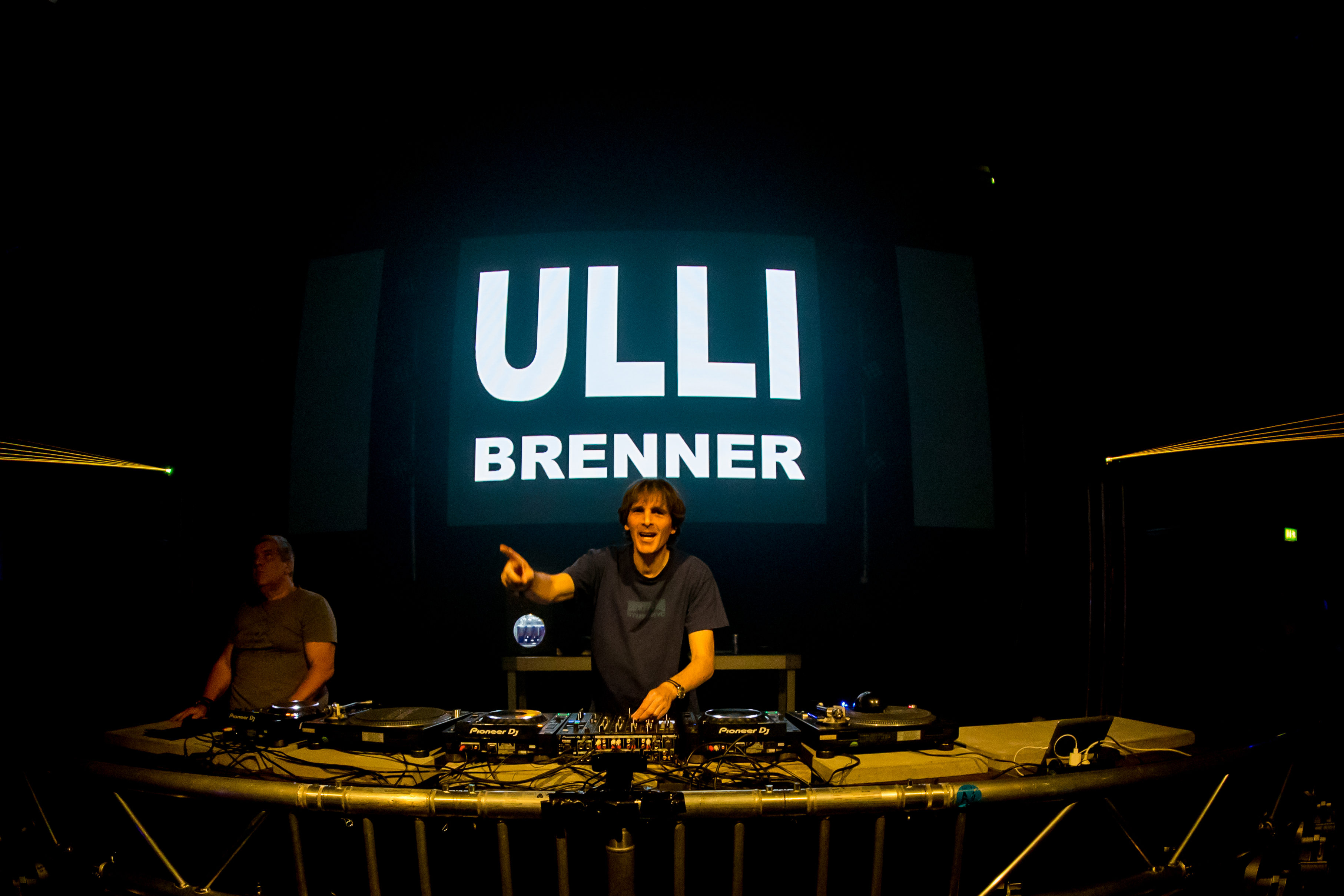
Ulli Brenner bei Sunshine Live Retroactive 2017 in Mannheim

Ulli Brenner (* 1962 in Bad Homburg vor der Höhe, Hessen) ist ein deutscher Musikproduzent und DJ.

## Leben
Ulli Brenner wurde im hessischen Bad Homburg geboren und erlangte das Abitur an der dortigen Kaiserin-Friedrich-Schule (heute: Kaiserin-Friedrich-Gymnasium). Er erlernte zunächst den Beruf des Werbekaufmann und Marketing-Kommunikationswirt, arbeitete aber parallel an seiner Musikkarriere. 1979 startete er als DJ in der Bad Homburger Tanzschule Simon, in der bereits Michael Cretu Platten auflegte. 1980 wechselte er in den Frankfurter Club Vogue, später als Omen international als Geburtsstätte des Techno bekannt. Brenner war von 1982 an Nachfolger von Michael Münzing als Resident-DJ im Dorian Gray am Frankfurter Flughafen, bis ihn 1987 Sven Väth ablöste. 1993 bis 1998 legte er im Paramount Park in Rödermark bei Frankfurt am Main auf.
Ab 1994 gehörte Ulli Brenner gemeinsam mit Sven Väth, Mark Spoon, Talla 2XLC und DJ Dag zum Resident-Team bei den Clubnights des Hessischen Rundfunks, der renommiertesten Techno-/Trance-Radioshow in Deutschland.
Bereits seit 1984 produziert er DJ-Mix-Platten und wurde mit Gold-Platten ausgezeichnet. Zusammen mit Amir Saraf produzierte Ulli Brenner 1994 das Projekt La Bouche mit Melanie Thornton. Die Produktion wird eine der erfolgreichsten in Europa (Nummer eins in Deutschland und Nummer fünf in den USA); er wird mit sieben Platin- und elf Gold-Platten ausgezeichnet. Unter seinem eigenen Label „Edition Beam“/„Warner Chappel Music“ produziert er eine Vielzahl von Titeln.

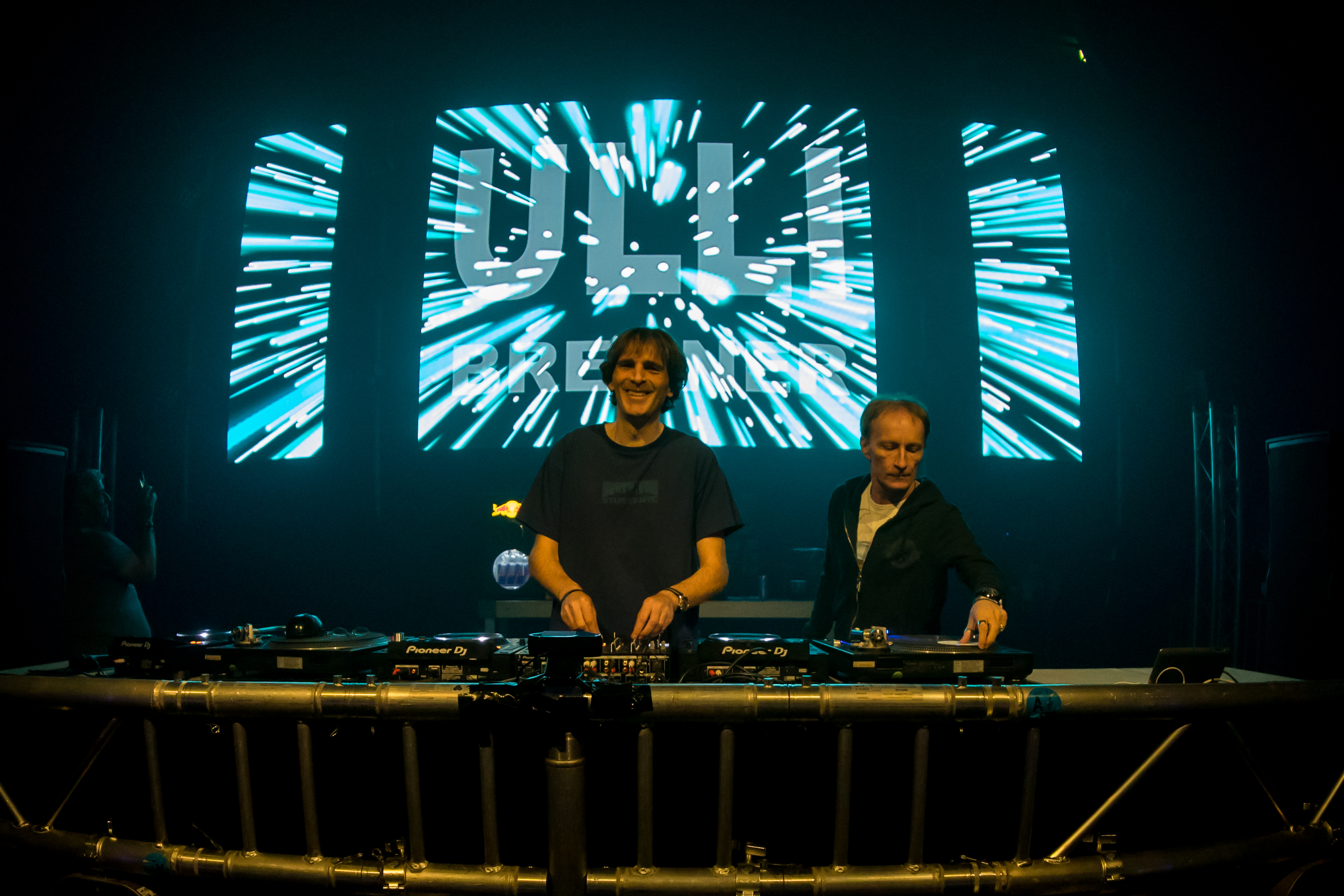
Ulli Brenner bei Sunshine Live Retroactive 2017 in Mannheim

## Diskografie
| - 1994: La Bouche – „Sweet Dreams (Ola Ola E)“ (Produzent) - 1995: La Bouche – „Be My Lover“ (Musik/Text/Produzent) - 1995: La Bouche – „Do You Still Need Me“ (Produzent) - 1995: La Bouche – „I Love To Love“ (Musik/Text/Produzent) - 1995: La Bouche – „I’ll Be There“ (Produzent) - 1995: La Bouche – „Nice ’N’ Slow“ (Musik/Text/Produzent) - 1996: La Bouche – „Megamix“ (Musik/Text) - 2000: Ultra – „Free“ - 2000: Tokyo Dance Kidz – „Ichi, Ichi“ - 2000: S.O.S. – „Rettet unsere Seelen“ - 2000: Outsider – „In the Outside World“ - 2000: m.y.t.c.h. – „It’s a new day“ - 2000: Deep Space 5 – „Welcome to the future“ - 2000: Chapter & Page – „Revelation“ - 2000: 7 Of 9 – „Cubus“ - 2000: 100% featuring Cristal Waters – „My Love“ - 2001: Ultra – „Let Freedom Reign“ - 2001: Sunflake – „The dream is alive“ | - 2001: Shira & Nils – „Ich hab geträumt von dir“ - 2001: Phonic – „Tell Me How It Feels“ - 2001: Outsider – „Something is watching me“ - 2001: Juls – „Day after day“ - 2001: Chapter and Page – „Here comes the sun“ - 2001: Chapter and Page – „Poisoned Air“ - 2001: Chapter and Page – „Revelation Remixes“ - 2001: Audiotube – „Transcendental Express“ - 2002: Jay Harker – „Bela Lugosi’s dead“ - 2002: Chapter and Page – „There’s a monster in my house“ - 2002: Chapter and Page – „They are somewhere out in the space“ - 2002: La Bouche feat. Melanie Thornton – „In your life“ - 2002: La Bouche feat. Melanie Thornton – „The Best of …“ - 2002: Ultra – „Lost in Time and Space“ - 2003: Brenner & Mitch – „Voodoo“ - 2003: Chapter and Page – „Relevation“ - 2003: Piper – „Are you ready to rock?“ - 2007: Ultra feat. Ulli Brenner – „Free 2007“ |